# Tourneville
Tourneville este o comună în departamentul Eure, Franța. În 2009 avea o populație de 345 de locuitori. Aceasta este o comună mică din regiunea Normandia din Franța. Acesta este situat în nord-vestul Franței, într-o zonă pitorească cunoscută pentru peisajele sale frumoase și pentru patrimoniul său cultural bogat.
Comuna este un loc liniștit, cu o atmosferă rurală și farmec tradițional francez. Locuitorii săi se bucură de o viață liniștită în mijlocul peisajelor rurale caracteristice Normandiei.